# Стеллингвервен
Стеллингвервен — это историческая область в Нидерландах, расположенная на самом юго-востоке провинции Фрисландия, к югу от реки Тьонгер, по берегам реки Линде. Регион образован общинами Остстеллингверф и Вестстеллингверф. Самые крупные и важные поселения здесь — Волвега и Остерволде. Другими важными поселениями являются Аппелсха, Хаулервейк и Нордволде.
Поскольку община Стенвейкерланд в Оверэйсселе и часть общины Вестервелд в Дренте имеют один и тот же диалект и одну и ту же культуру, название «Стеллингвервен» иногда используется для всей этой языковой и культурной области.

## Этимология
«Верф» — это место, где вершится правосудие, а «стеллинг» означает руководитель, который выступает в роли судьи. Когда-то Стеллингверфом руководили три стеллинга. Стеллинг - это представитель деревни, выбранный населением. Стеллингов меняли каждый год, и они всё время приезжали из разных деревень.

## Язык
Регион отличается от остальной части провинции Фрисландия, потому что ранее здесь частично говорили на языке, отличном от фризского. До 1970-х годов часто говорили на стеллингверфском, нижнесаксонском региональном диалекте. Сегодня молодое поколение гораздо меньше говорит на стеллингверфском. В настоящее время, помимо стеллингверфского, в этом районе также говорят на западнофризском языке. В обеих общинах нидерландский язык, выполняющий функции административного и церковного языка, находится на подъеме и в настоящее время является доминирующим языком. На втором и третьем месте следуют западнофризский и стеллингверфский.

## История
Стеллингверф ранее принадлежал Дренте и попал под власть епископа Утрехта. Почему Стеллингверф отделился от Дренте и как это произошло, в значительной степени неизвестно. Дренте, часть Верхнего Стихта, и Фрисландия регулярно воевали друг с другом в то время, но было ли это причиной отделения от Дренте, остаётся неясным. Фрисландия была богаче по сравнению с более бедным Дренте, что могло быть возможной причиной перехода.
Восточный Стелингверф был частью западного Дренте до 1300 года. Около 1300 года Восточный Стеллингверф присоединился к Западному Стеллингверфу, который тогда был частью территории фризской свободы, особой политической и административной системы.
В позднем Средневековье Стелингверф вёл себя как автономная крестьянская республика. Например, не было рыцарства, военной власти и феодального строя. Свободные крестьяне сообща осуществляли здесь свою юрисдикцию и управление. В сентябре 1500 года Стеллингверф был последним пристанищем фризской свободы на территории современной Фрисландии, отказавшимся от своей автономии. Стеллингверверы традиционно использовали в качестве языка стеллингверфский диалект, который является региональным нижнесаксонским диалектом. По всей вероятности, стеллингверверы также не входили в состав изначальных фризских племён.
Болота вокруг Тьонгера веками оставались для саксов естественным барьером на пути в Фрисландию. Стеллингверф был одним из самых бедных и наименее развитых районов Фрисландии. Мелкие фермеры, также как и в Дренте, определяли положение дел вплоть до прошлого века.
В 1504 году Стеллингверф был официально закреплен за Фрисландией. В 1517 году Стеллингверф был разделён на два управления: Стеллингверф-Остейнде, позже: Остстеллингверф, и Стеллингверф-Вестейнде, позже: Вестстеллингверф.